# 具柄冬青
具柄冬青（学名：Ilex pedunculosa）是冬青科冬青属的植物。分布在日本、台湾以及中国大陆的安徽、四川、贵州、浙江、广西、江西、湖北、湖南、河南、陕西、福建等地，生长于海拔1,200米至1,900米的地区，多生在山地阔叶林中、灌木丛中和林缘，目前已由人工引种栽培。

## 别名
长梗冬青（《拉汉种子植物名录》），刻脉冬青（《台湾植物志》）